# Dienstedt
Dienstedt is een  dorp in de Duitse gemeente Stadtilm in het Ilm-Kreis in Thüringen. Het dorp wordt voor het eerst vermeld in een oorkonde uit 842.

## Geschiedenis
In 1973 fuseerde het dorp met Hettstedt tot de gemeente Dienstedt-Hettstedt, die 1996 in de gemeente Ilmtal opging, die op 6 juli 2018 opging in de gemeente Stadtilm.